# Michael Barry

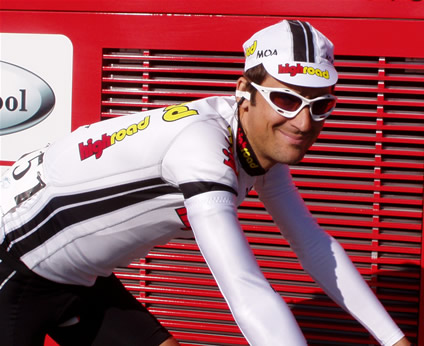
Michael Barry em 2008.

Michael Barry (Toronto, 18 de dezembro de 1975) é um ciclista canadense, correndo profissionalmente pela Team Sky desde 2010.
Barry começou a carreira profissional em 1998, pela equipe americana Saturn. No seu segundo ano de carreira, já se destacou na Volta de Langwaky, realizada na Malásia, e terminou segundo da Lancaster Classic. Em 2001, ficou em segundo lugar do GP de São Francisco. Em 2002, foi vendido para a US Postal, onde correu junto a Lance Armstrong, e continuou nela até 2006, quando ela era chamada "Discovery Channel". Foi então para a equipe T-Mobile, onde permaneceu até 2009, até se transferir para a Team Sky.

## Conquistas
US Postal
- 2002: Vencedor da 1ª etapa da Volta a Cataluña (contra o relógio por equipes)
- 2003: 7º lugar do Campeonato mundial de ciclismo na estrada
- 2004: Vencedor da 1ª etapa da Vuelta a España (contra o relógio por equipes)
- 2004: 7º lugar do Campeonato de Zurique

Discovery Channel
- 2005: Vencedor da 5ª etapa da Volta da Áustria

Team High Road
- 2008: Vencedor da 4ª etapa da Volta do Missouri

Team Columbia HTC
- 2009: Vencedor da 3ª etapa da Volta da Romândia (contra o relógio por equipes)
- 2009: Vencedor da 1ª etapa do Giro d'Italia (contra o relógio por equipes)